# Kòrsou Esun Miho
Kòrsou Esun Mihó (Nederlands: Curaçao is de Beste), kortweg KEM, is een Curaçaose politieke partij. De partij werd eind 2019 opgericht en heeft een sociaaldemocratische ideologie. Zij zet zich in voor verandering, samenwerking met Nederland, banengroei en verhoging van de minimumlonen.
De partij nam deel aan de Statenverkiezingen op 19 maart 2021 met Michelangelo Martines als lijsttrekker en voormalig FOL-politicus Anthony Godett als nummer twee op de KEM-lijst. Ook stonden er veel andere voormalige FOL-kandidaten op de KEM-lijst.
De partij behaalde 1 zetel in de nieuwe Staten van Curaçao. Op voorhand had de partij aangegeven niet open te staan voor een coalitie met PAR. Bij de voorverkiezing kwam zij met 2.686 stemmen door de steundrempel (minimaal 789 stemmen). Eind januari ontstond ophef nadat KEM-leden voedselbonnen hadden uitgedeeld in de wijk Jandoret. Volgens Martines wil de partij de minderbedeelden steunen. Kort hierop waarschuwde het Openbaar Ministerie (OM) voor stemfraude door omkoperij; hierbij is zowel de omkoper als de omgekochte kiezer strafbaar.

## Kandidatenlijst[6][7][8]
Dit is de lijst van kandidaten voor de Statenverkiezingen op 19 maart 2021 van KEM. De partijleider en lijsttrekker was Michelangelo Martines.
1. Michelangelo Godifrido Martines: 3.024
2. Anthony Amadeo Godett, voormalig FOL-politicus: 230
3. Soraida L. Cicilia: 99
4. Numidia K. Dossett-Mercelina: 109
5. Christopher J. Middelhof: 110
6. Ivoirette C.A. Cijntje-Wasker: 118
7. Ellery J.A. Makaja: 106
8. Leonel C. Abrahams, voormalig FOL-kandidaat: 85
9. Marvin B. Albertus, voormalig FOL-kandidaat: 80
10. Jerrel A. Gerardus: 61
11. Sharlon S.E. Landburg: 14
12. Humphrey F.S. Kwidama: 29
13. Aravinda D.M. Mercera: 21
14. Syl-Elly Mc-A.J.P. Pieters: 42
15. Gillian F. Yanez, voormalig FOL-kandidaat: 41
16. Shuramsly C. Bentura: 52
17. Eljean F. Provence: 17
18. Amaikacylis A.S. Martien: 16
19. Gregory G.A. Meyer: 27
20. Ettiene C.E. Sarabia, voormalig FOL-kandidaat: 30
21. Rocakniek E. Martina: 21
22. Hubert G.E. Alberto: 22
23. Shahaira D. Willems: 40
24. Virgilio A. Martes: 11
25. Gabriel A. Roch: 18
26. Oeloff M. Bouthisma, voormalig FOL-kandidaat: 10
27. Sharlon M. Martis: 18
28. Naida E. Cristina-Ostiana: 81
29. Edwig L.M. Fontilus: 10